# 美國駐法國大使館
美国驻法國大使館（英語：Embassy of the United States in Paris）是美利坚合众国派驻法兰西共和国的外交机构，也是美国的第一个駐外使館。 本杰明·富兰克林等一些美国开国元勋担任了最早的美国驻法大使。 它位于巴黎第八区加布里埃尔大街2号，在协和广场西北角。
美国国务院在巴黎拥有三座建筑用于外交活动：美国驻巴黎大使馆、Hôtel de Pontalba（大使官邸）和Hôtel de Talleyrand。

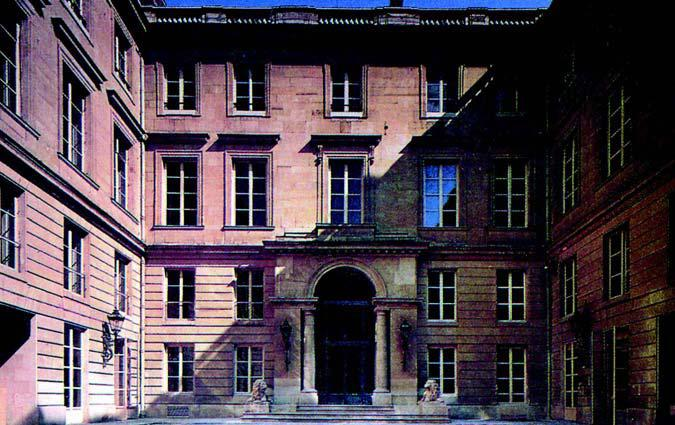
Hôtel de Talleyrand